# Schlatenkees
Schlatenkees är en glaciär i Österrike. Den ligger i förbundslandet Tyrolen, i den centrala delen av landet. Schlatenkees ligger 2 200 till 3 670 meter över havet.
Den övre delen heter Oberer Keesboden och den nedre delen Unterer Keesboden.
Terrängen runt Schlatenkees är bergig. Den högsta punkten i närheten är Großvenediger, 3 666 meter över havet, nordväst om Schlatenkees.
Trakten runt Schlatenkees består i huvudsak av alpin tundra.